# 惠新大道跨东江大桥
惠新大道跨东江大桥，规划名为第三东江大桥，是一座位于中国广东省惠州市惠城区的特大桥，连接江北与梅湖两地，于2016年10月开工，并于2019年9月24日完成桥梁主体结构施工，及于该年12月30日达到通车条件，2020年1月17日开放主线桥梁供车辆通行。
该桥梁是惠新大道的组成部分，亦是使惠州三环路“合围”的重要工程。

## 构造及意义
惠新大道跨东江大桥为惠城区的一座跨东江的特大型桥梁，主桥全长957.6米，宽42米，设计时速为60千米每小时。桥面设置双向8根行车线，两侧均布置了3米宽的非机动车道和2.5米宽的人行通道。
该桥梁连同惠新大道及梅湖大道的总投资为27.79亿人民币。开通后，往返惠城区江北街道与仲恺高新区将无需再取道仲恺大道或各条高速公路，单程用时可缩短至20分钟；另外亦可方便市民往返江北片区及梅湖片区。

## 历史
2011年5月4日，惠州市住房和城乡规划建设局公示了《惠州市惠新大道道路工程规划》（草案），将第三东江大桥作为惠新大道的一部分。在该规划中，第三东江大桥全长957.6米，设计宽度为38米，桥面设置双向8根行车线，两侧均布置了4米宽的慢行系统。2013年，该桥梁宽度被修订为42米。2014年2月，该桥梁完成设计工作。2016年1月，惠州市公用事业管理局将第三东江大桥连同惠新大道、梅湖大道及其余四组市政建设项目进行打包，并通过PPP模式进行融资。有关项目则于1月22日开标。
2016年10月，该桥梁正式开工建设。截至该月12日，桥梁已在进行桩基施工。2017年5月10日，第三东江大桥首节双壁钢围堰下水。8月，桥梁主墩承台开始施工。而该桥梁也在该月之前更名为“惠新大道跨东江大桥”。2019年4月，该桥梁陆地主桥已全部完工，但仍有部分桥墩墩身未完工。桥梁项目经理则指该桥会在5月底开始进行主桥合龙，预计9月初完成，年底可开放行车。9月24日，该桥梁完成主体结构施工。11月，桥梁附属工程完工。12月25日，该桥梁开始铺装沥青。
2020年1月17日上午10时，该桥梁正式开放车辆通行。

## 连接道路

### 江北端
- 三环北路
- 惠博大道

### 梅湖端
- 惠新大道
- 三环西路
- 梅湖大道
- 下角西路
- 江南大道